# L'Indomptée (film, 2016)
Pour les articles homonymes, voir L'Indomptée.
Pour plus de détails, voir Fiche technique et Distribution.
L'Indomptée est un film français réalisé par Caroline Deruas, sorti en 2016.

## Synopsis
Axèle et Camille ont été sélectionnées pour être résidentes pendant un an à la villa Médicis à Rome. Axèle est photographe et Camille écrit, comme son mari. Celui-ci, écrivain déjà reconnu, l'accompagne ainsi que leur fille. Axèle est seule et se laisse séduire par Pierre, venu lui aussi en famille. Parallèlement, Camille se lie à Axèle qui l'a encouragée lorsqu'elles se sont croisées lors de la sélection devant le jury. Axèle se lie aussi d'amitié avec Carlo, un des plus vieux employés de la villa ; elle lui raconte les visions qu'elle a lors de ses déambulations dans les lieux, palais ou jardins. C'est là qu'elle trouve son inspiration pour les photos qu'elle prend et qui seront exposées en fin de résidence. Camille, elle, essaie d'écrire une biographie de Lucienne Heuvelmans, première femme à avoir été admise, en 1912, à la villa Médicis.

## Fiche technique
- Titre : L'Indomptée
- Réalisation : Caroline Deruas
- Scénario : Caroline Deruas, Maud Ameline
- Photographie : Pascale Marin
- Montage : Floriane Allier
- Musique : Nicola Piovani
- Production : Christine Gozlan et David Poirot
- Société de production : Thelma Films, en association avec Indéfilms 4
- Société de distribution France : Les Films du losange
- Pays d'origine :  France
- Genre : drame
- Duré : 94 minutes
- Date de sortie : 
  -  Suisse : 7 août 2016 (Festival de Locarno)
  -  France : 15 février 2017
- Box-office France :

## Distribution
- Clotilde Hesme : Camille
- Jenna Thiam : Axèle
- Tchéky Karyo : Marc
- Bernard Verley : Le directeur
- Renato Carpentieri : Carlo
- Pascal Rénéric : Pierre
- Marie de Chassey : Céline, la femme de Pierre
- Marilyne Canto : Evelyne
- Lolita Chammah : Tosca
- Candela Cottis : Raphaëlle
- Esther Garrel : Lucienne Heuvelmans
- Léna Garrel : Messaline
- Tanya Lopert : Principessa Delle Cipolle
- Virgil Vernier : Virgil
- Filippo Timi : Le Cardinal
- Marina Rocco : La Favorite
- Fausto Paravidino	: L'intendant du Cardinal
- Sabrina Antonelli	: Sara
- Catherine Libert : Julie
- Paolo Trotta : Gianni
- Emanuele Trevi : L'archéologue
- Agathe Duburetel : La mariée

## Distinctions
- 2016[2] : 
  - Prix du jury jeune, prix de la meilleure musique — Festival de cinéma européen des Arcs
  - Mention honorable — Festival international du film de Séville (es)
  - Sélection officielle — Festival international du film de Locarno

## Autour du film
L'Indomptée a été tourné à la villa Médicis, située sur le mont Pincio. La villa abrite l'Académie de France à Rome, où Caroline Deruas a été pensionnaire en 2011-2012.

« Je suis littéralement tombée amoureuse de la Villa Médicis dès que j’y ai mis les pieds pour la première fois, il y a seize ans. Dix ans plus tard je me présentais au concours et je l’ai passé trois fois pour l’avoir. […] C’est un endroit hors du temps. On finit par y baigner dans une temporalité flottante, une bulle entre le rêve et la réalité. »